# Abies forrestii var. smithii
Abies forrestii var. smithii R.Vig. & Gaussen, 1929, è una varietà naturale di A. forrestii appartenente alla famiglia delle Pinaceae, endemica delle zone di alta montagna del nord-ovest dello Yunnan e, possibilmente ma non certo, del sud-ovest dello Sichuan, in Cina.

## Etimologia
Il nome generico Abies, utilizzato già dai latini, potrebbe, secondo un'interpretazione etimologica, derivare dalla parola greca ἄβιος = longevo. Il nome specifico forrestii fu assegnato in onore di George Forrest, botanico scozzese, esploratore della provincia cinese dello Yunnan e primo scopritore di A. forrestii.

## Descrizione
Questa varietà differisce da A. forresti per i giovani virgulti pubescenti e per le brattee dei coni femminili esposte, larghe e terminanti con una lunga cuspide (Farjon, 2010).

## Distribuzione e habitat
Cresce in alta montagna a quote di 3200-4200 m, spesso al limite superiore della vegetazione arborea, prevalentemente in foreste pure, talvolta miste in associazione con caducifoglie (Betula utilis, Betula szechuanica e Larix potaninii).

## Tassonomia
La classificazione di questo taxon è ancora controversa ed esistono altre interpretazioni: Flora of China (Fu et al., 1975) la descrive come varietà di A. georgei.

### Sinonimi
Sono riportati i seguenti sinonimi:
- Abies georgei subsp. smithii (Viguié & Gaussen) Silba

## Usi
Il suo legno, comunque di bassa qualità, veniva sfruttato in edilizia e nell'industria cartaria, pratica vietata attualmente dalle leggi conservative promulgate dalle autorità cinesi.

## Conservazione
Viene classificata come specie prossima alla minaccia (near threatened in inglese) nella Lista rossa IUCN, per le evidenze di una riduzione della popolazione del 30 % circa nell'ultimo secolo, a causa principalmente della deforestazione per sfruttamento eccessivo.